# Heinkel HD 21
Die Heinkel HD 21 war ein deutsches Schulflugzeug der Ernst Heinkel Flugzeugwerke. Das Kürzel HD steht für „Heinkel Doppeldecker“.

## Entwicklung
Die HD 21 wurde 1924 im Heinkel-Werk Warnemünde entwickelt und dort noch im gleichen Jahr in drei Exemplaren mit den Werknummern 218–220 gebaut. In Planung war auch eine mögliche Umrüstung vom Land- zum Wasserflugzeug durch Austausch des Radfahrwerks mit Doppelschwimmern, was aber letztendlich nicht verwirklicht wurde. 15 weitere HD 21 wurden 1925 als erste Flugzeuge der neugegründeten und am 18. Juni ins Handelsregister eingetragenen Hamburger Arado Handelsgesellschaft mbH mit den Werknummern 1–15 in deren Warnemünder Zweigniederlassung in Lizenz produziert. Der größte Teil der HD 21 wurde von der Sportflug GmbH übernommen, deren Fliegerschulen zwar offiziell zivilen Charakter trugen, ab insgeheim für die Ausbildung künftiger Militärpiloten genutzt wurden und die zum Jahreswechsel 1926/1927 in der Deutschen Verkehrsfliegerschule aufging. Aus demselben Grund wurde mindestens eine HD 21 an die Geheime Fliegerschule der Reichswehr in der Sowjetunion abgegeben und eine ab April 1928 bei den Albatros Flugzeugwerken geflogen. Dieses Exemplar mit der Arado-Werknummer 7 wurde im September 1929 nach Schweden weiterverkauft und kam schließlich im Auftrag des Roten Kreuzes im Dezember 1935 nach Äthiopien, wo sich seine Spur in den Wirren des Abessinienkrieges verlor. Sechs HD 21 nahmen am Deutschen Rundflug von 1925 teil und belegten mehrere vordere Plätze.
Eine öffentliche Präsentation der HD 21 fand zusammen mit den ebenfalls bei Heinkel entwickelten Modellen HD 29, HD 32 und HD 35 am 16. Dezember 1925 auf dem Flugplatz Berlin-Tempelhof statt. Eingeladen waren neben der Presse in- und ausländische Vertreter staatlicher Behörden, deren anwesende Piloten auch die Möglichkeit erhielten, die Modelle vor Ort im Flug zu testen. Obwohl für das geplante Rüstungsprogramm der Reichswehr im Dezember 1925 ein Gesamtbedarf von 165 HD 21 und deren Nachfolger HD 32 veranschlagt wurde, kam es letztendlich zu keiner weiteren Serienfertigung: es blieb bei den gebauten 18 Exemplaren.

## Aufbau
Die HD 21 ist ein einstieliger, verspannter und stark positiv gestaffelter Doppeldecker in Holzbauweise mit Spornfahrwerk.
Rumpf: Der Rumpf besteht aus hölzernen Längsholmen und Querrahmen und ist bis auf den bis zum Brandschott mit Stahlblech verkleideten vorderen Teil mit Sperrholz beplankt. Der Querschnitt ist viereckig mit einer Wölbung im oberen Bereich und zum Heck hin in einer senkrechten Schneide auslaufend. Das Triebwerk ist in einem Stahlrohrträger gelagert und mit für Wartungsarbeiten abnehmbar gestalteten Aluminiumblechen verkleidet. Der hinter dem Brandschott gelegene Stauraum kann entweder als Gepäckablage oder zusätzliche dritte Kabine für einen Passagier genutzt werden. Im Schulungseinsatz sitzt der Fluglehrer üblicherweise im hintersten Besatzungsraum und der Schüler davor; der vorderste Sitz ist abgedeckt und wird nicht genutzt. Eine Doppelsteuerung ist vorhanden.
Tragwerk: Die Tragflächen sind zweiteilig und aus zwei Kastenholmen und Sprucegurten bestehende Holzkonstruktionen. Der Unterflügel besitzt eine leichte V-Stellung, während der Oberflügel gerade ausgeführt ist. Flügelnase und die Unterseiten zwischen den einzelnen Holmen sind aus beziehungsweise mit Sperrholz gebildet und beplankt, die restlichen Flächen besitzen eine Stoffbespannung. Die Flügel sind untereinander mit N-Stielen aus Profilstahlrohren verbunden und in einer Ebene verspannt. Querruder befinden sich nur im Oberflügel, der auch die Treibstofftanks mit 160 Litern Inhalt beherbergt.
Leitwerk: Das Leitwerk ist in Normalbauweise ausgeführt, die Seitenflosse besteht aus Holz, die Höhenflosse ist zum Rumpf hin abgestrebt. Das Höhenruder besitzt einen Hornausgleich, Seiten- und Querruder sind nicht ausgeglichen. Sämtliche Ruder sind mit Stoff bespannt.
Fahrwerk: Die HD 21 besitzt ein starres Hauptfahrwerk mit durchgehender Achse, Gummiseilfederung und zwei Hilfsachsen. Am Heck befindet sich ein ebenfalls gummigefederter Schleifsporn.

## Technische Daten
| Kenngröße             | HD 21 mit Motor D I                                          | HD 21 mit Motor D II                                                          |
| --------------------- | ------------------------------------------------------------ | ----------------------------------------------------------------------------- |
| Besatzung             | 2–3                                                          | 2–3                                                                           |
| Spannweite            | oben 10,60 m unten 10,0 m                                    | oben 10,0 m unten 9,4 m                                                       |
| Länge                 | 7,25 m                                                       | 7,2 m                                                                         |
| Höhe                  | 2,95 m                                                       | k. A.                                                                         |
| Flügelfläche          | 27,80 m²                                                     | 27,4 m²                                                                       |
| Rüstmasse             | 710 kg                                                       | 680 kg                                                                        |
| Zuladung              | 270 kg                                                       | 300 kg                                                                        |
| Startmasse            | 980 kg                                                       | 980 kg                                                                        |
| Antrieb               | ein flüssigkeitsgekühlter Sechszylinder-Viertakt-Reihenmotor | ein flüssigkeitsgekühlter Sechszylinder-Viertakt-Reihenmotor                  |
| Typ                   | Mercedes D I                                                 | Mercedes D II                                                                 |
| Kraftstoff            | 160 l                                                        | 160 l                                                                         |
| Startleistung         | 110 PS (81 kW)                                               | 129 PS (95 kW)                                                                |
| Nennleistung          | 100 PS (74 kW)                                               | 120 PS (88 kW)                                                                |
| Höchstgeschwindigkeit | 145 km/h                                                     | 142 km/h                                                                      |
| Landegeschwindigkeit  | k. A.                                                        | 73 km/h                                                                       |
| Steigzeit             | 5,0 min auf 1000 m Höhe 13,0 min auf 2000 m Höhe             | 6,0 min auf 1000 m Höhe 13 min, 30 s auf 2000 m Höhe 28,0 min auf 3000 m Höhe |
| Reichweite            | k. A.                                                        | 570 km                                                                        |
| Dienstgipfelhöhe      | 3200 m                                                       | 4000 m                                                                        |